# 環球大廈

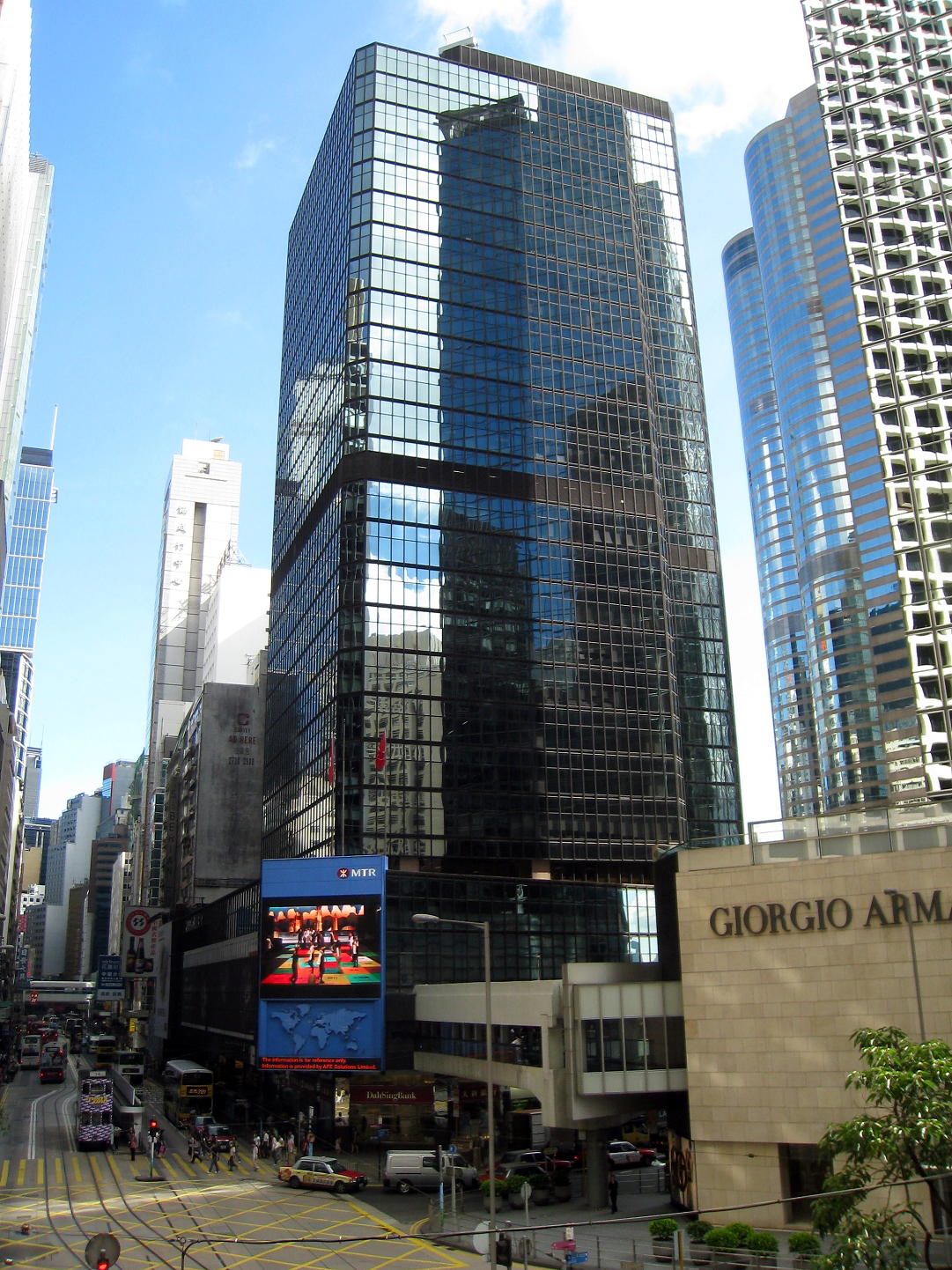
環球大廈

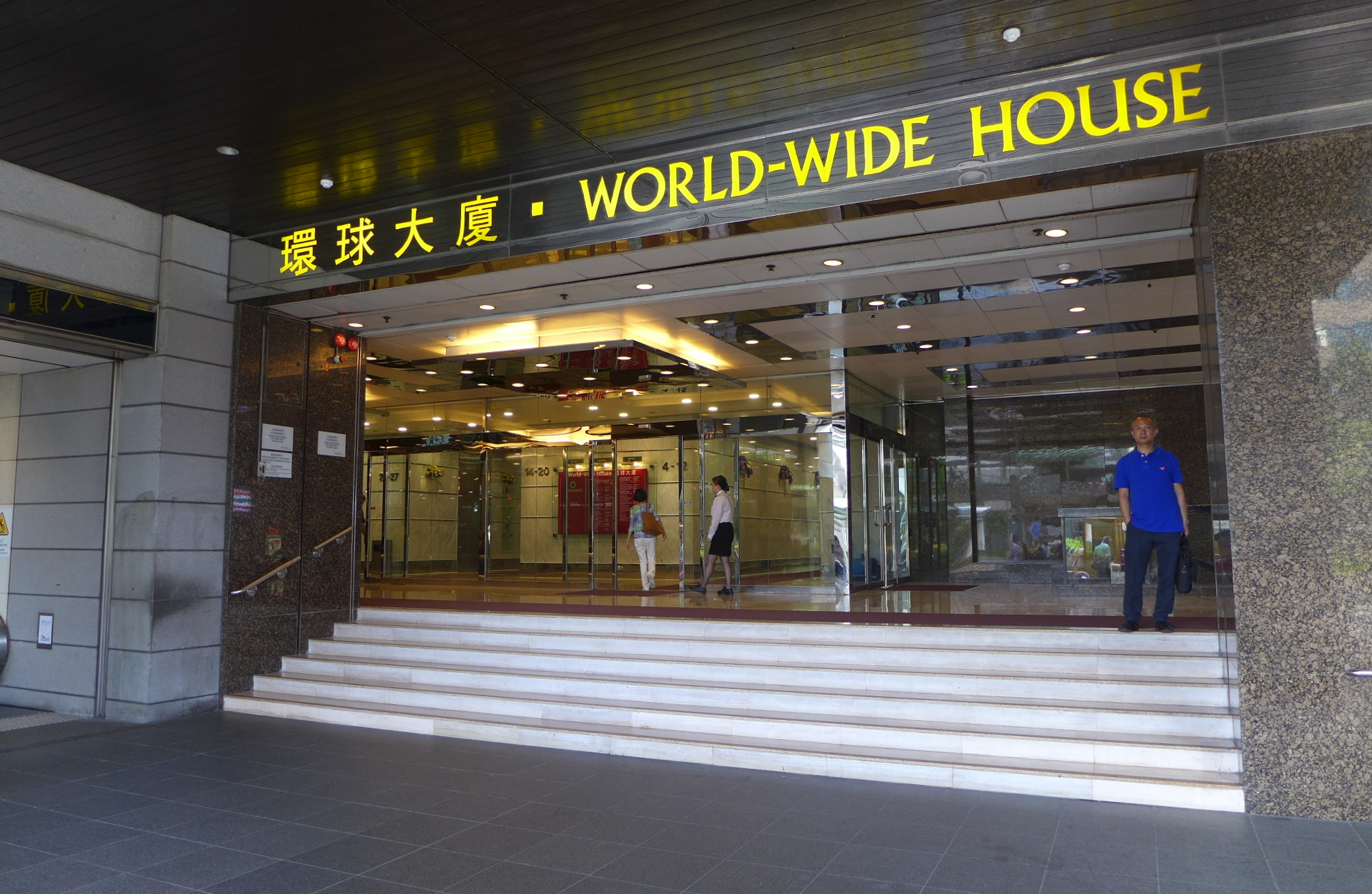
環球大廈辦公室入口

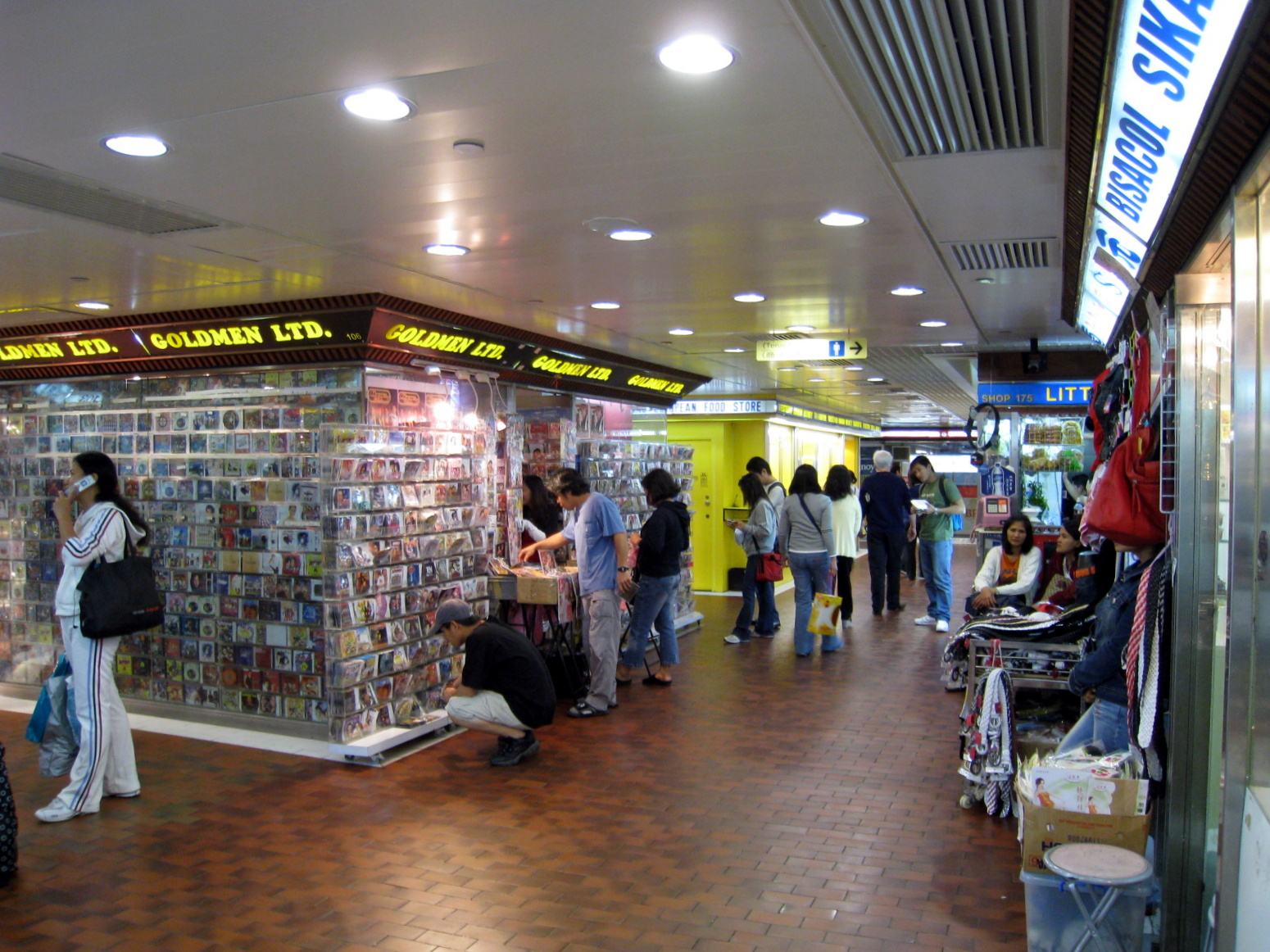
以菲傭为主的環球商場

環球大廈（英語：World-Wide House）位於香港中環德輔道中19號，樓高27層，是一幢甲級辦公大廈，內有律師樓、會計師事務所、上市公司總部（如美聯物業）、專業會計師公會香港分會、香港地產建設商會等等。而最低3層則為零售商場，店鋪多以在港菲律賓人為對象。

## 歷史
環球大廈原址是曾稱為「書信館」的香港郵政總局。於1973年，政府曾擬將此用地換予香港置地，以將即將拆卸的歷山大廈闢作公園，但不果。至1976年，為了興建地下鐵路（簡稱「地鐵」，現港鐵一部分）中環站，郵政總局搬遷至康樂廣場現址，原建築物則拆卸。
由於地鐵會於落成後把物業重新發展，這幅位置優越的「地王」成為了當年最受矚目的地鐵上蓋物業發展計劃。重建計劃於1977年1月招標，結果由李嘉誠旗下的長江實業擊敗中環大地主置地而投得，由王歐陽建築師事務所設計，並批給新昌營造承建。長江實業於1978年5月把環球大廈分層出售，於8小時内全部售罄，交易總額5.92億港元，是當時的紀錄。
隨著地鐵工程完成，環球大廈於1980年落成啟用。而在1981-84年間，因應香港會重建工程，該會曾租用此大廈部分樓層作臨時會所。
2015年7月2日，港交所以5.09億元，出售環球大廈17樓全層16693平方呎樓面給永光地產，呎價3.05萬港元。到2016年4月23日，會德豐地產以7.26億元，出售環球大廈26至27樓全層，同年5月25日，菱電以4.84億出售環球大廈10樓全層給同德証券，呎價2.9萬元。

## 升降機配置
環球大廈升降機服務樓層列表（一律採用三菱電機升降機）
- No. 1-4（4部第1座來往4/F-12/F之升降機）：G、4-12
- No. 5-8（4部第1座來往14/F-20/F之升降機）：G、14-20
- No. 9-12（4部第1座來往21/F-27/F之升降機）：G、21-27
- No. 13（1部消防及載貨升降機）：B、G、1-28

## 現況

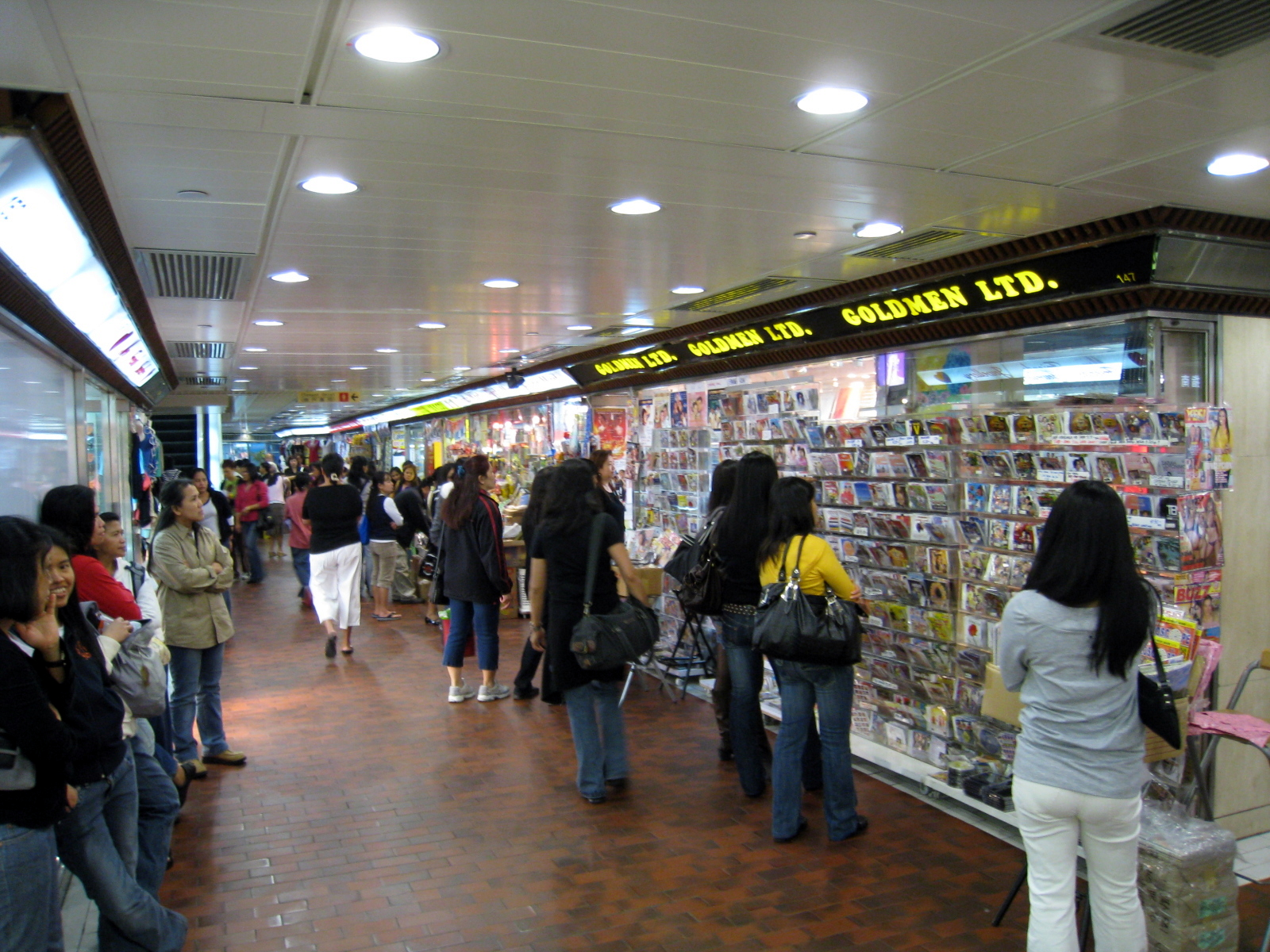
環球商場租戶很多，服務及貨品客人都是以菲律賓人為主
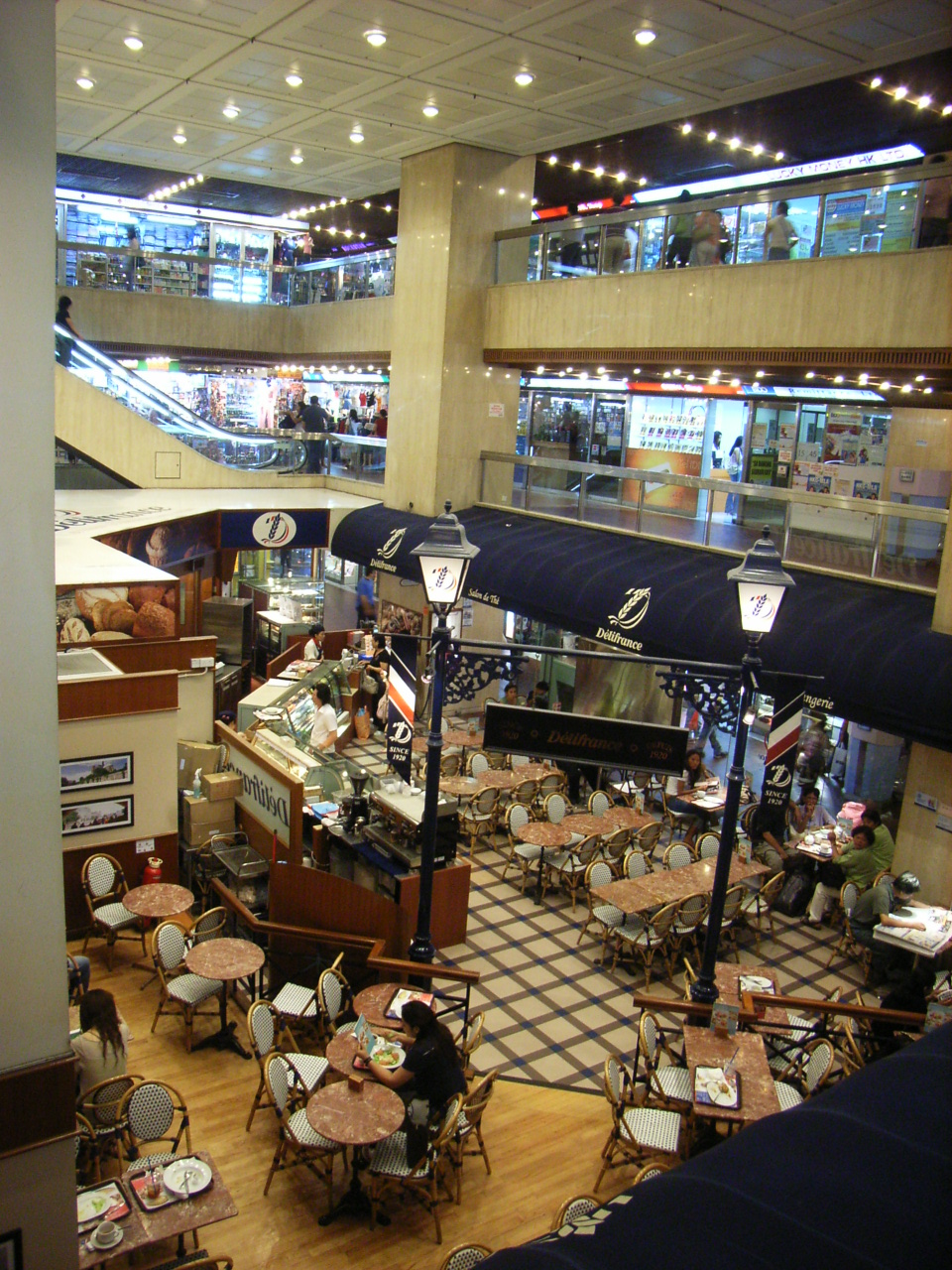
環球商場最大的租戶是Delifrance法式麵包餐廳
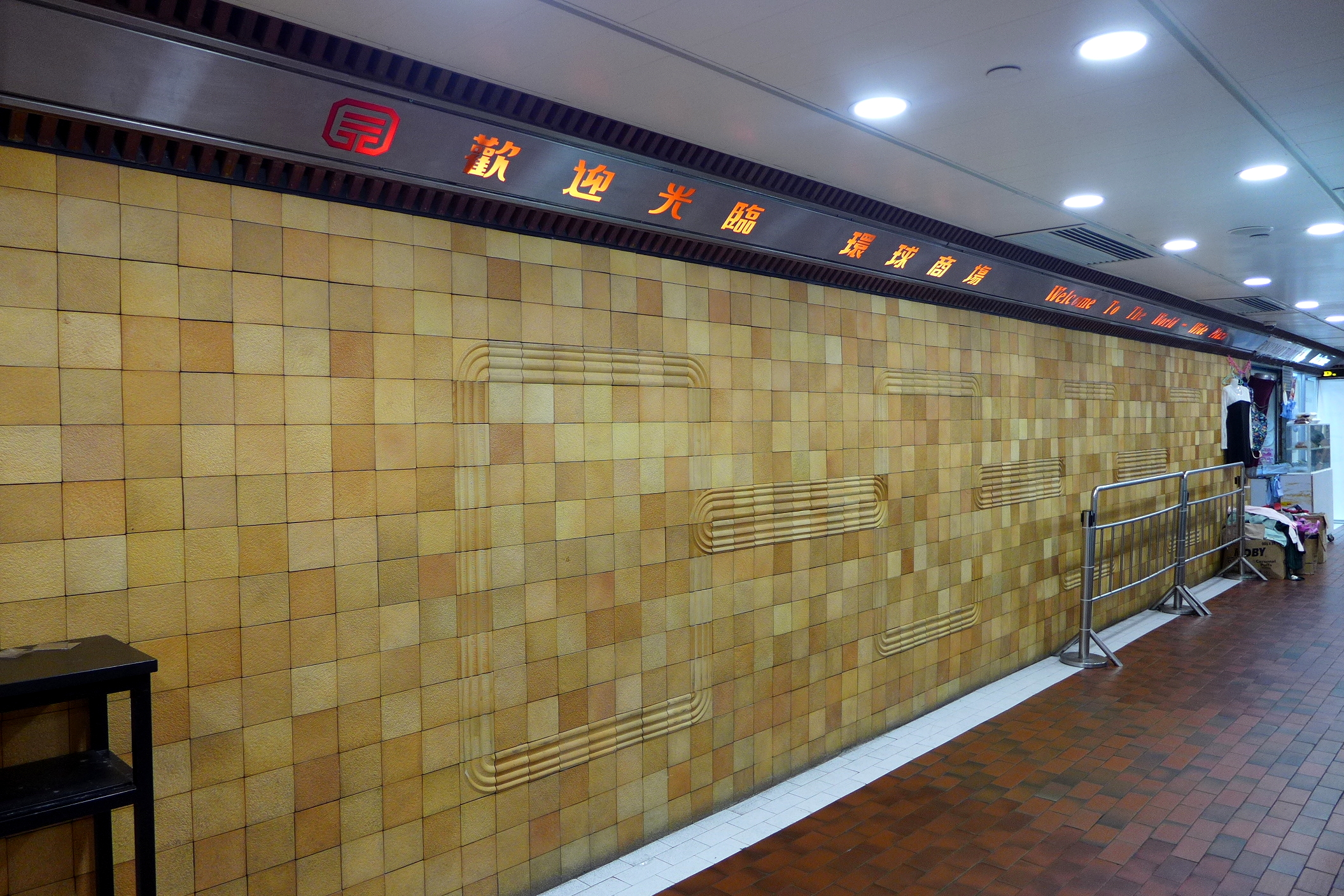
環球商場特色外牆
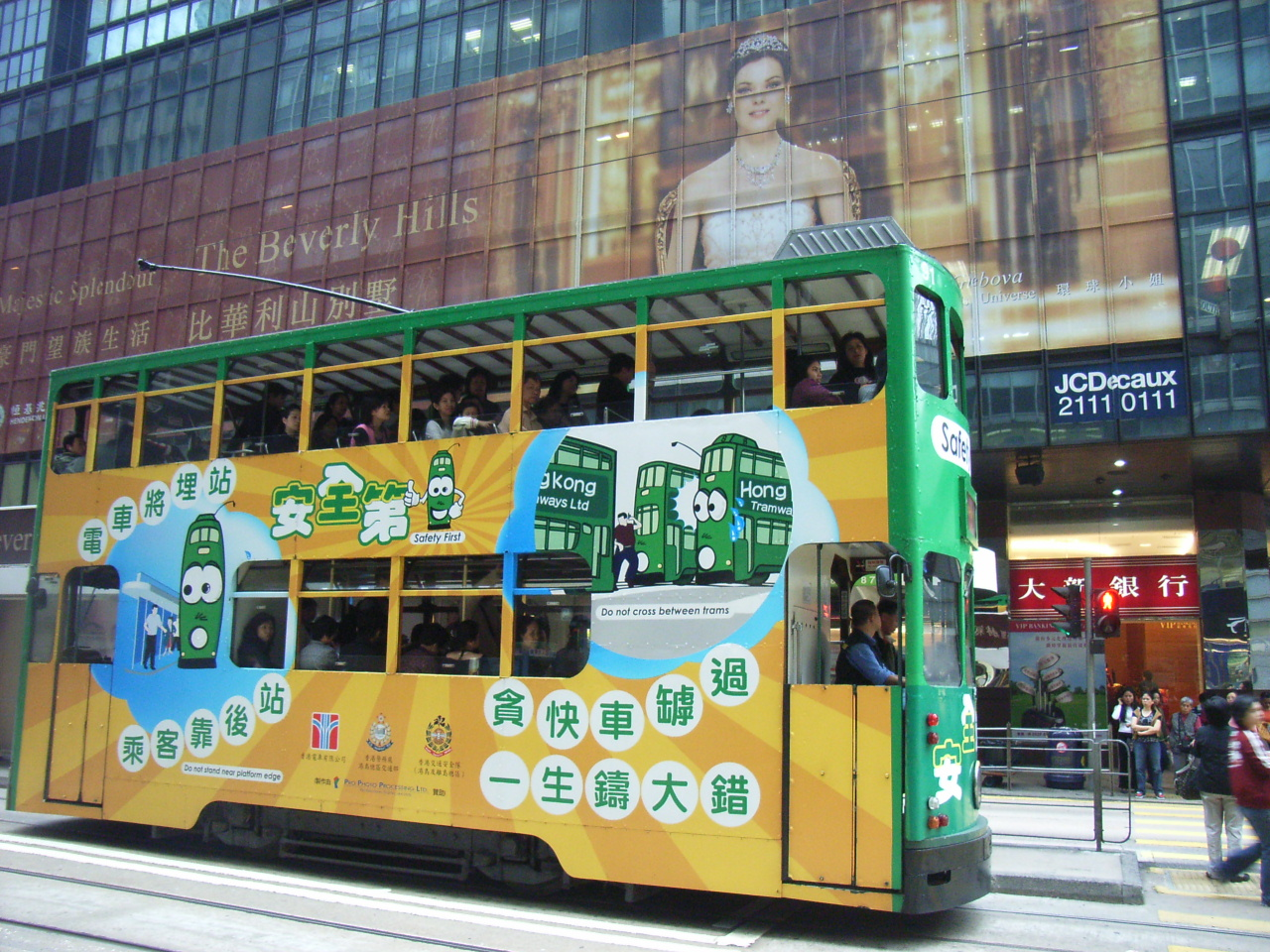
環球大廈門前的電車站

環球大廈是香港最早採用玻璃幕牆的商業大廈之一，這設計當時在香港甚為創新。
環球大廈對面的置地廣場名店林立，可是由於環球大廈以分層出售，造成業權分散，商場難以控制其租戶，令這個位於中環心臟地帶的商場，跟鄰近環境完全不同，成為服務菲律賓女傭店舖的集中地，仿如走進馬尼拉的商場，甚至被譽為中環的重慶大廈。
但環球大廈的外表卻不受內部影響。在2002年，環球大廈外牆安裝了一塊巨大的發光二極管電子屏幕，不斷顯示新聞、財經與廣告資訊，令畢打街與德輔道中這個繁忙的十字路口，可與紐約時報廣場媲美。